# Rattus hainaldi
Rattus hainaldi е вид бозайник от семейство Мишкови (Muridae). Видът е застрашен от изчезване.

## Разпространение
Разпространен е в Индонезия.